# Peterborough (Australia Meridionale)
Peterborough è una città dell'Australia Meridionale (Australia); essa si trova 250 chilometri a nord di Adelaide ed è la sede della Municipalità di Peterborough. Al censimento del 2006 contava 1.689 abitanti.